# Іст-Гіллеспі (Іллінойс)
Іст-Гіллеспі (англ. East Gillespie) — селище (англ. village) в США, в окрузі Макупін штату Іллінойс. Населення — 269 осіб (2020).

## Географія
Іст-Гіллеспі розташований за координатами 39°8′16″ пн. ш. 89°48′46″ зх. д. / 39.13778° пн. ш. 89.81278° зх. д. (39.137819, -89.812685).  За даними Бюро перепису населення США в 2010 році селище мало площу 0,83 км², уся площа — суходіл.

## Демографія
Згідно з переписом 2010 року, у селищі мешкало 270 осіб у 105 домогосподарствах у складі 77 родин. Густота населення становила 327 осіб/км².  Було 119 помешкань (144/км²).
Расовий склад населення:
| - 99,6 % — білих - 0,4 % — азіатів |

До двох чи більше рас належало 0,0 %. Частка іспаномовних становила 0,0 % від усіх жителів.
За віковим діапазоном населення розподілялося таким чином: 20,4 % — особи молодші 18 років, 65,2 % — особи у віці 18—64 років, 14,4 % — особи у віці 65 років та старші. Медіана віку мешканця становила 43,4 року. На 100 осіб жіночої статі у селищі припадало 97,1 чоловіків;  на 100 жінок у віці від 18 років та старших — 99,1 чоловіків також старших 18 років.
Середній дохід на одне домашнє господарство  становив 59 405 доларів США (медіана — 60 909), а середній дохід на одну сім'ю — 65 616 доларів (медіана — 62 375). За межею бідності перебувало 6,6 % осіб, у тому числі 18,8 % дітей у віці до 18 років та 2,9 % осіб у віці 65 років та старших.
Цивільне працевлаштоване населення становило 113 особи. Основні галузі зайнятості: освіта, охорона здоров'я та соціальна допомога — 21,2 %, виробництво — 16,8 %, транспорт — 12,4 %, будівництво — 12,4 %.